# Amarachi Nwosu

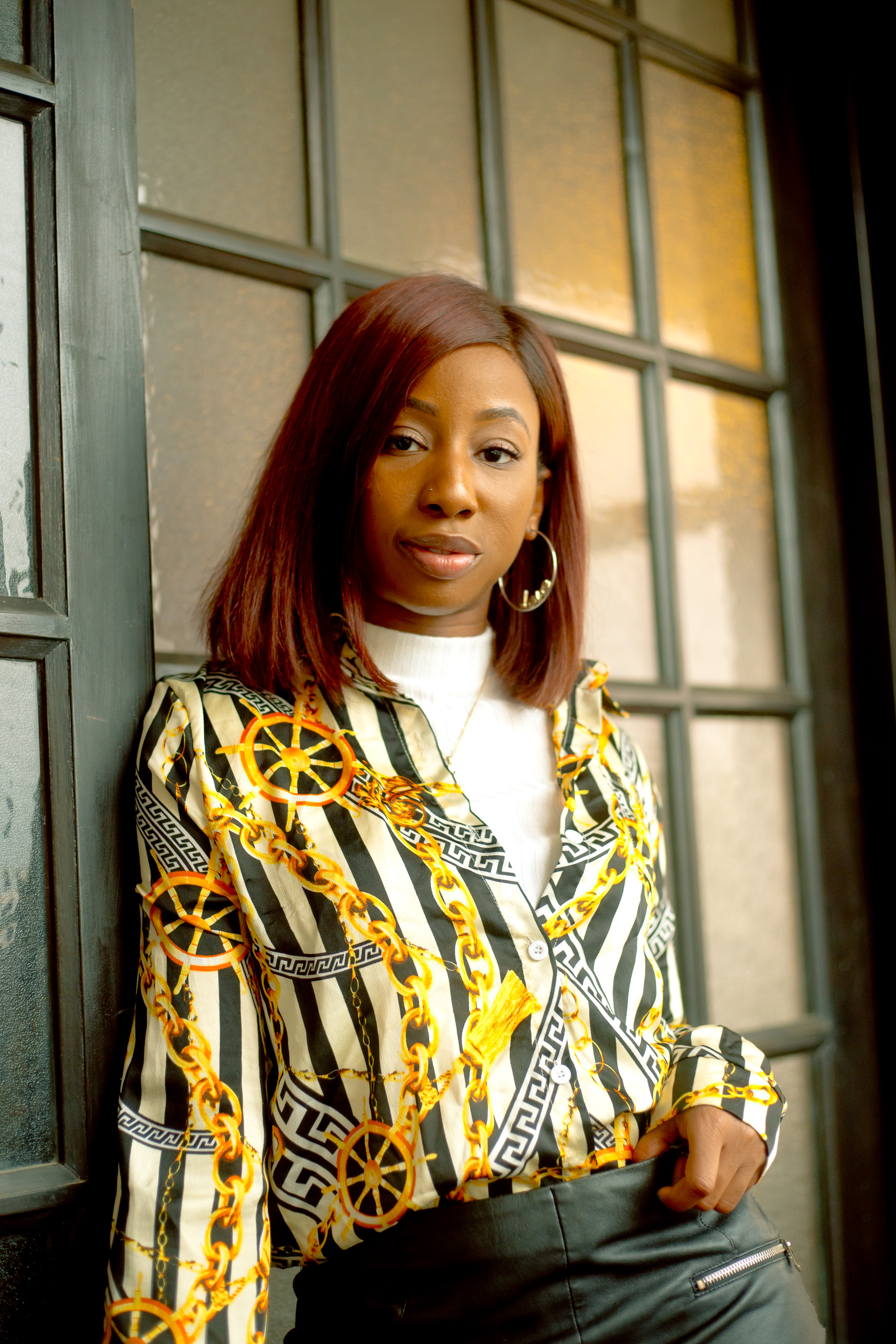
Amarachi-Nwosu, Ghana, 2019

Amarachi Nwosu (* 29. září 1994) je nigerijsko-americká fotografka, vizuální umělkyně, fotografka, filmařka, spisovatelka a přednášející, která v současnosti žije v New Yorku. Je také zakladatelkou Melanin Unscripted, kreativní platformy a agentury zaměřené na odstranění stereotypů a smazání kulturních linií odhalováním složitých identit a kultur po celém světě. Její debutový dokument „Black in Tokyo“ měl premiéru v Mezinárodním centru fotografie v Muzeu ICP v New Yorku v roce 2017 a film také promítala v Tokiu v Japonsku v Ultra Super New Gallery v Haradžuku.

## Životopis
Nwosu se narodila nigerijským rodičům z etnické skupiny Igbo, Itsekiri a Ghana. Nwosu vyrostla ve Washingtonu D. C. a žila střídavě v Port Harcourt, Nigérii a New York City.
Nwosu chodila do školy na Temple University ve Filadelfii, ale během prvního ročníku se přestěhovala do Tokia poté, co získala šest stipendií na roční studium v zahraničí jako mezinárodní studentka, kde vystudovala mezinárodní komunikaci. Vystudovala v USA a vrátila se do Tokia, aby se naučila japonsky a pracovala jako kreativec na plný úvazek, kde byla součástí zahájení Highsnobiety v Japonsku a spolupracovala s klienty jako Beats a Sony Music Japan.

## Kariéra
Zapojení Nwosu do kultury zahrnuje různá odvětví od hudby, módy, sportu a sociálního dopadu. Její práce se zaměřuje na přemostění těchto prostorů prostřednictvím vizuálního vyprávění a dopadu na komunitu.
Nasnímala módní příběh „Sankofa“ na hradě Cape Coast v Ghaně pro magazín Vogue. Aktivistka Malála Júsufzajová, která je nejmladší nositelkou Nobelovy ceny, ji pověřila, aby zdokumentovala její návštěvu Tokia v roce 2019. Mezi další významné osobnosti, které fotografovala, patří supermodelka Naomi Campbell během její cesty do Lagosu v Nigérii nebo Ebonee Davi.s. Režírovala také krátké filmy o síle žen ve sportu pro společnosti jako Nike v Nigérii.
Nwosu se podílela na prosazování Afrobeats a afrofusion zvuku jako vizuální umělkyně, hudební novinářka, kreativní ředitelka a manažerka značky. Spolupracovala s umělci jako Mr Eazi, Yxng Bane, Nonso Amadi, Odunsi The Engine, Santi, Kwesi Arthur a Tobi Lou. Pracovala také jako fotografka pro amerického herce a rappera Childishe Gambina během jeho turné „This is America“ v roce 2018.
V roce 2018 režírovala spuštění Budweiseru v Nigérii prostřednictvím jejich platformy Budx kurátorovala výstavu pro nigerijsko-americkou hip-hopovou dokumentaristku Chi Modu v rámci své platformy Melanin Unscripted jako způsob, jak překlenout zlatou éru Hip Hopu v Americe a současný prostor Hip Hopu v Nigérii. Akce byla dvoudenní výstava, workshop, panelová diskuse a koncert.
Propojila také hudbu a kulturu mládeže v Japonsku, kde natočila první celovečerní film pro The Fader, který zdůrazňuje současnou hudební scénu v Tokiu. Byla první Afričankou, která se objevila na instagramové stránce Adidas Tokyo jako způsob, jak zdůraznit rozmanitost v Japonsku.

## Sociální média a advokacie
V roce 2017 Nwosu tweetovala o plagiátorství a kulturním přivlastňování afrických tisků britskou návrhářkou Stellou McCartney během její přehlídky na Paris Fashion Week, což vyvolalo pobouření na platformě sociálních médií. OkayAfrica to nazvala „kulturní kolonialismus“ a ve virálním tweetu si naříkala nad používáním afrických vzorů značky „ale na své dráze používá pouze jeden africký model“.
Navzdory odporu se McCartney nedokázala omluvit a vydala prohlášení Fashionista, které připsalo uznání textilní značce Vlisco v Nizozemsku spíše než domorodým africkým ženám.
V prohlášení se psalo: „Tisky byly o oslavě jedinečného textilního řemesla, jeho kultury a zdůraznění jeho dědictví. Potisky jsme navrhli ve spolupráci s nizozemskou společností Vlisco, která od roku 1846 vytváří jedinečné tkaniny z pravého holandského vosku v Holandsku a pomáhá udržovat její dědictví.“

## Pozoruhodné zmínky
- OkayAfrica jmenovala Nwosu ve své kampani 100 Women v roce 2019 na oslavu Měsíce historie žen.[36]